# 二階堂絵美
二階堂 絵美（にかいどう えみ、1980年10月7日 - ）は、ボイスワークスのアナウンサー。ボイスワークス所属。

## 略歴
- 埼玉県春日部市出身。
- 春日部市立豊春中学校[1]、埼玉県立越ヶ谷高等学校卒業[2]。
- 成城大学経済学部卒業。
- 2003年4月、本田技研工業入社。「Hondaスマイル」17期生として勤務[3][4][5]。ちなみに元千葉テレビアナウンサーでタレントの谷岡恵里子はHondaスマイルの3年後輩に当たる[6]。
- 2007年4月、福島放送入社[7]。
- 2009年、ANN報道月間賞、KFB社長賞受賞（強盗犯逮捕の現場取材にて）。
- 2010年9月、福島放送を退社。
- 2011年4月、ボイスワークス所属。
- 2011年4月-2012年3月Nack5アナウンサー。
- 2012年4月-2016年3月テレビ埼玉契約アナウンサー。

## 人物
身長167cm、血液型はA型。趣味は温泉巡り、ドライブ、ネイルアート。姉がいる。

## 過去の出演番組
福島放送
- KFBニュース（不定期）
- ふくしまスーパーJチャンネル（金曜メインキャスター 2008年4月4日 - 2010年9月24日、月 - 木曜(中継・グルメリポーター)）
- ウィークエンドケア（司会 2009年5月8日 - 2010年6月18日）
- 平日がお得!温泉にゆこゆこ - リポーター
- 発見探検こおりやま - リポーター
- 花も実もある福島市 - リポーター
- 会津若松市長年頭対談 - インタビュアー
- 福島ターフ倶楽部G - リポーター
- ふるさとCM大賞 - 司会
- 東北CMフェスティバル - 司会
- 『ぷっ』すま - 福島県代表アナウンサー

NACK5
- NACK5ニュース
- 夕焼けSHUTTLE

テレビ埼玉
- ニュース930 - 代行
- ごごたまニュース（2013年4月 -、2015年4月6日以降はEveningNewsがごごたまに内包 ）
- テレ玉ニュース（2012年4月 -、月 - 水曜日 ）
- 埼玉ビジネスウォッチ（2012年4月 - 2016年3月）
- 知事定例会見（2012年4月 - ）
- テレ玉イブニングNEWS→EveningNews（2013年4月 - ）
- テレ玉くんのうた